# دييغو سيرنا
دييغو سيرنا (بالإسبانية: Diego Serna) (2 أكتوبر 1973 بميديلين في كولومبيا - ) هو لاعب كرة قدم كولومبي في مركز الهجوم. لعب مع أونس كالداس وإنديبندينتي ميديلين وديبورتيس كوينديو وكولورادو رابيدز ولوس أنجلوس غلاكسي وميامي فيوشن ونيو إنجلاند ريفولوشن ونيويورك ريد بولز وMiami Dade FC ‏ ونادي ماكارا وCortuluá ‏ وNacional Fast Clube ‏ وUtica City FC ‏ وFort Lauderdale Strikers (2006–2016) ‏.

## وصلات خارجية
- دييغو سيرنا على موقع الدوري الأمريكي (الإنجليزية)
- دييغو سيرنا على موقع قاعدة بيانات كرة القدم.إي يو (الإنجليزية)
- دييغو سيرنا على موقع Soccerway.com (الإنجليزية)